# Ca7riel & Paco Amoroso
カトリエル＆パコ・アモロソ (Ca7riel & Paco Amoroso)  はカトリエル・ゲレイロ (Catriel Guerreiro)とウリセス・ゲリエーロ (Ulises Guerriero)によりブエノスアイレスで結成された。それぞれCa7riel (カトリエル)[es] 、Paco Amoroso (パコ・アモロソ)[es]として知られ、実験的トラップ、ヒップ・ホップ、ポップ・デュオである。
初期はラテン・トラップを融合させた実験的なサウンドで活動をスタートさせたが、それはアルゼンチンで現れた最初のアーバン・ミュージックの流れの一つとされている。
2人ともアルゼンチンの著名なプロデューサー、Bizarrapとそれぞれにレコーディングを行っており、他にも LaliやTini、Dukiなど同世代のアーチストともコラボしている。
2024年10月にはアメリカNPRのタイニー・デスク・コンサートに出演し、世界的に注目を集めた。
2025年には、ケンドリック・ラマーのオープニングアクトを務める予定である。

このデュオは歌詞、音楽ともに独特でエキセントリックなスタイルで知られている。彼らのライブ演奏では生楽器を使用し、ラテン・ポップ、フュージョン・ジャズ、ハウスロックやEDMなど様々は電子音楽のジャンルを融合させているのが特徴である。

## 来歴
出身はアルゼンチンのブエノスアイレスである。
カトリエル・ゲレイロはJuan Pedro Esnaola 音楽学校で学業を修めた。ウリセス・ゲレイロは6歳からバイオリンを学んだ。　2人は幼馴染であり、2010年から一緒に活動を始めた。
2025年にラテン・アメリカで行われる5つのコンサートでケンドリック・ラマーのグランド・ナショナル・ツアーでオープニング・アクトを務めることが発表された。

## ディスコグラフィー

### アルバム
| タイトル       | 詳細                                              |
| -------------- | ------------------------------------------------- |
| PAPOTA｜パポタ | - 発売日：2025年7月16 - CD - CD商品番号:SICP-6603 |